# はじまりの時 (Ms.OOJAの曲)
「はじまりの時」（はじまりのとき）は、Ms.OOJAの楽曲。2021年2月16日にUniversal Sigmaから配信限定シングルとしてリリースされた。

## 概要
「はじまりの時」はMs.OOJAにとって通算4曲目の配信限定シングル。2021年でメジャーデビュー10周年を迎えたMs.OOJAが、デビュー記念日である2月16日に発表した新曲。
2018年夏にロシアワールドカップに出場するサッカー日本代表の活躍を観て胸を打たれたMs.OOJAは、サッカー日本代表応援のためにこの楽曲の制作を開始したが、その後楽曲は正式なレコーディングが行われず制作は中断していた。2019年末から始まった新型コロナウィルス蔓延による自粛期間を経て、2020年秋のライブ活動再開の際に、当時まだデモ段階でブリッジ部分がなかったこの楽曲を未完成のままライブのラストで一度披露した。
ライブで手応えを感じたMs.OOJAは、2年後の2022年3月22日に開催が予定されたデビュー10周年記念ライブ「Ms.OOJA 10th Anniversary Live -はじまりの時- in 日本武道館」に向けて楽曲を完成させた。ジャケット写真および最新アーティスト写真は日本武道館で撮影された。
ミュージックビデオは瀬里義治によって手がけられた。10年前の2011年に発表された4thシングル「ジレンマ～I'm Your Side～」のミュージックビデオと同じスタジオで撮影され、これまでのMs.OOJAの10年間の歩みがわかる過去映像が多数盛り込まれた。
楽曲配信開始日には「Ms.OOJA 10th Anniversary YouTube Live」と題されたYouTube生配信ライブが開催された。
楽曲は中部電力「全力の電力。」CMソングに起用された。

## 収録曲
| 全編曲: Ryosuke"Dr.R"Sakai。 |                  |                                       |                                       |      |
| #                            | タイトル         | 作詞                                  | 作曲                                  | 時間 |
| 1.                           | 「はじまりの時」 | Ms.OOJA/Rung Hyang/Ryosuke"Dr.R"Sakai | Ms.OOJA/Rung Hyang/Ryosuke"Dr.R"Sakai | 4:31 |
| 合計時間:                    | 合計時間:        | 合計時間:                             | 合計時間:                             | 4:31 |

## ミュージックビデオ
| 曲名         | ミュージックビデオ                                              |
| ------------ | --------------------------------------------------------------- |
| はじまりの時 | Ms.OOJA 「はじまりの時」 - YouTube                              |
| はじまりの時 | Ms.OOJA 「はじまりの時」(Photo Shooting Making Movie) - YouTube |
| はじまりの時 | Ms.OOJA 「はじまりの時」(Teaser) - YouTube                      |

## タイアップ
| 曲名         | タイアップ                       |
| ------------ | -------------------------------- |
| はじまりの時 | 中部電力「全力の電力。」CMソング |

## 収録アルバム
| # | 楽曲         | アルバム      | アルバム                                 |
| # | 楽曲         | 発売年月日    | タイトル                                 |
| - | ------------ | ------------- | ---------------------------------------- |
| 1 | はじまりの時 | 2021年10月6日 | Present                                  |
| 1 | はじまりの時 | 2022年2月16日 | 10th Anniversary Best 〜私たちの主題歌〜 |